# Jean Lecanuet

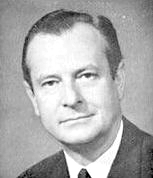
Jean Lecanuet (1959)

Jean Adrien François Lecanuet (* 4. März 1920 in Rouen; † 21. Februar 1993 in Neuilly-sur-Seine) war ein französischer Politiker. Er war Vorsitzender der christdemokratischen Parteien MRP, CD, CDS und UDF; französischer Senator (1959–1973 sowie 1977–1993), Justizminister (1974–1976) und Planungsminister (1976–1977). Zudem war er von 1968 bis zu seinem Tod Bürgermeister von Rouen sowie von 1979 bis 1988 Mitglied des Europäischen Parlaments.

## Leben
Lecanuet entstammte bescheidenen Verhältnissen, sein Vater war Handelsvertreter. Er besuchte das katholische Internat der La-Salle-Brüder, dann das Lycée Corneille in Rouen, wo er 1939 das Baccalauréat ablegte. Sein Plan, sich an der École normale supérieure zu bewerben, wurde durch den Zweiten Weltkrieg verhindert, stattdessen machte er an der Universität Caen eine Licence in Lettres (Sprachen und Literatur) sowie Philosophie. 
Nach kurzer Kriegsteilnahme im Juni 1940 bis zur Kapitulation Frankreichs, setzte er sein Studium im besetzten Paris fort, schloss im Folgejahr die Maîtrise ab und bestand 1942 die Agrégation (Staatsprüfung für das höhere Lehramt) im Fach Philosophie als Jahrgangsbester in der besetzten Zone (Zweitbester in ganz Frankreich). Mit 22 Jahren war Lecanuet der jüngste Agrégé Frankreichs, er lehrte anschließend an einem Lycée in Douai und dann in Lille. 1943 heiratete er Denise Paillard, mit der er drei Kinder bekam. Gleichzeitig engagierte er sich in der Résistance-Gruppe von Capitaine Michel, spezialisiert auf Eisenbahnsabotage.
Nach Frankreichs Befreiung entschied sich der junge Philosophieprofessor für die Politik (MRP) und arbeitete von 1945 bis 1951 für mehrere Minister dieser Partei (z. T. als Kabinettschef). Von 1951 bis 1955 war er Abgeordneter seines Heimatdépartements Seine-Maritime in der Nationalversammlung. Als solcher übernahm er verschiedene Funktionen, unter anderem im Conseil d’État. Von Oktober 1955 bis 1956 war er Staatssekretär für Beziehungen zu den „assoziierten Staaten“ (ehemalige französische Kolonien in Indochina). Nach Gründung der Fünften Republik war er von 1959 bis 1973 war er als Zentrist für den Wahlkreis Seine-Maritime im französischen Senat. Im Mai 1963 übernahm er den Vorsitz der MRP, die Partei hatte jedoch stark an Bedeutung verloren und war in Auflösung begriffen. Viele Wähler und Abgeordnete waren zu den Gaullisten übergelaufen.
Als zentristischer Kandidat trat Lecanuet 1965 bei den Präsidentschaftswahlen gegen den amtierenden Staatspräsidenten General Charles de Gaulle an. Neben dem MRP wurde er dabei auch durch Paul Reynaud und seiner Partei Centre national des indépendants et paysans (CNIP) unterstützt. Aufgrund seines relativ jungen Alters (er war 30 Jahre jünger als de Gaulle) und seiner Darstellung in den Massenmedien wurde er als „französischer Kennedy“ apostrophiert. Im ersten Wahlgang am 5. Dezember 1965 erhielt Lecanuet 15,6 % (3,78 Millionen Stimmen) und schied damit als Dritter mit deutlichem Abstand zu de Gaulle mit 44,6 % und François Mitterrand mit 31,7 % aus, zwang aber damit überraschend de Gaulle in einen zweiten Wahlgang gegen Mitterrand. Nach der Wahl gründete er das Centre démocrate (CD) als neue Partei der bürgerlichen Mitte, in dem sich das christdemokratische MRP und das liberal-konservative CNIP sowie Einzelpersonen wie René Pleven zusammenschlossen. Die CNIP-Mitglieder verließen das CD jedoch nach einem Jahr wieder, sodass es im Wesentlichen eine Nachfolgepartei des MRP blieb.
In seiner Heimatstadt Rouen war er von 1968 bis zu seinem Tod 25 Jahre lang Bürgermeister. Dort führte er die erste Fußgängerzone Frankreichs ein.

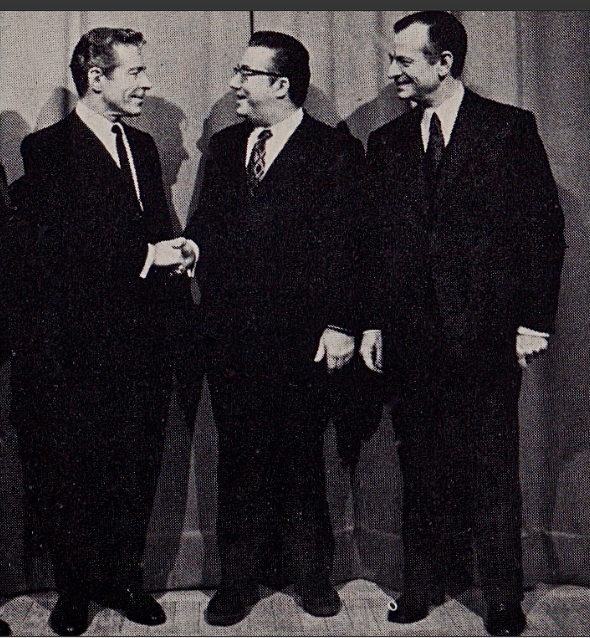
Lecanuet (rechts) mit Jean-Jacques Servan-Schreiber (links) und Marcel Ruby beim Kongress des Mouvement Réformateur (1973)

Im Vorfeld der Parlamentswahlen 1973 schloss Lecanuets CD mit der Parti radical valoisien von Jean-Jacques Servan-Schreiber sowie kleineren Mitte-Parteien ein Bündnis, das Mouvement réformateur, das sich zwischen dem Regierungslager des Präsidenten Georges Pompidou und der Linksunion aus Sozialisten und Kommunisten positionierte. Vor dem zweiten Wahlgang handelte Lecanuet mit dem Premierminister Pierre Messmer den taktischen Rückzug von Kandidaten der Zentristen und Gaullisten in Schlüsselwahlkreisen aus, der beiden Gruppierungen gemeinsam zu einer Mehrheit in der Nationalversammlung verhalf. Lecanuet selbst trat von seinem Senatssitz zurück und bewarb sich erfolgreich um einen Sitz in der Nationalversammlung, wo er anschließend den 1. Wahlkreis des Départements Seine-Maritime vertrat, der einen Teil von Rouen umfasste. Der bisherige Abgeordnete dieses Wahlkreises, Roger Dusseaulx von der gaullistischen UDR, zog sich im zweiten Wahlgang zugunsten Lecanuets zurück.
Bei der Präsidentschaftswahl 1974 unterstützte er die Kandidatur des letztlich siegreichen Valéry Giscard d’Estaing von den konservativ-liberalen Républicains indépendants. Unter dessen Präsidentschaft war Lecanuet von Mai 1974 bis August 1976 Justizminister im Kabinett Chirac I. In dieser Zeit setzte er sich für die Herabsetzung des Wahlalters auf 18 Jahre ein. Er verteidigte die Verfassungsreform, die sechzig Abgeordneten ermöglicht, den Verfassungsrat anzurufen. Im Mai 1976 fusionierte Lecanuets Centre démocrate mit einer weiteren christdemokratischen Partei, dem Centre démocratie et progrès von Jacques Duhamel, zum Centre des démocrates sociaux (CDS). Dessen Vorsitzender war Lecanuet anschließend bis 1982. Der Regierung Raymond Barres gehörte er von August 1976 bis März 1977 als Ministre d’État (d. h. einer der höchstrangigen Minister) zuständig für Planung und Raumordnung (ministre du Plan et de l'Aménagement du territoire) an.
Von 1977 bis 1988 war er wieder für den Wahlkreis Seine-Maritime im Senat, wo er ab 1979 den Ausschuss für Auswärtige Angelegenheiten, Verteidigung und die Streitkräfte leitete. Die bürgerlichen Mitte-rechts-Parteien, die die Präsidentschaft Giscard d’Estaings unterstützten, schlossen 1978 ein langfristiges Bündnis, die Union pour la démocratie française (UDF), deren Vorsitzender Lecanuet während der folgenden zehn Jahre war. Als Atlantiker, überzeugter Europäer und Befürworter der Vereinigten Staaten von Europa wurde er 1979 außerdem zum Abgeordneten des Europäischen Parlaments gewählt. Dort saß er in der christdemokratischen Fraktion der Europäischen Volkspartei (EVP). Von 1987 bis 1988 war er Vorstandsmitglied der EVP-Fraktion und Vorsitzender der Delegation des Europaparlaments für die Beziehungen zu den Golfstaaten. Beim Referendum über den EU-Vertrag von Maastricht warb er energisch für ein „Ja“.

## Ehrungen
- 1958: Komtur mit Stern des Päpstlichen Ritterordens des heiligen Gregors des Großen[2]